# Diego Romero Lanz
Diego Romero Lanz (Florida, Uruguay, 2 de marzo de 2000) es un futbolista uruguayo que juega de lateral izquierdo en el Club Nacional de Football de la Primera División de Uruguay.

## Trayectoria

### Divisiones formativas
Oriundo de Florida, se mudó junto a su familia a Nueva Palmira al comenzar la adolescencia. Jugó el último año de baby fútbol en Sauce, posteriormente en la sub-15 de Peñarol y luego en Agraciada.
En 2017 llega a Boston  River por medio de Armando Guinovart, a quien le preguntaron si conocía algún juvenil que quisiera probarse en Montevideo.

### Boston River
Jugó en las divisiones formativas de Boston River hasta 2020, cuando pasó al primer equipo. Su debut en el sastre se dio el 18 de enero de 2021 ante Deportivo Maldonado, en lo que fue una goleada por 5-0. Romero jugó 13 minutos y convirtió el último gol de su equipo.

### Deportivo Maldonado
En 2022, tras una buena temporada debut, llega a Deportivo Maldonado. Con el equipo fernandino logran el tercer puesto del Campeonato Uruguayo, logrando así la mejor colocación del equipo en la historia del torneo y la primera clasificación a un torneo internacional.
Permanece en el club hasta 2024, cuando, a pesar de una gran temporada en lo personal, descienden a Segunda División.

### Nacional
El 2 de enero de 2025 se anuncia su llegada al Club Nacional de Football a préstamo por un año.

## Selección nacional
En setiembre de 2024 fue convocado a la selección nacional de fútbol Uruguay A'. Debutó con Uruguay A' el 1 de setiembre de 2024 en un empate contra Guatemala, jugando 60 minutos.

## Estadísticas

### Clubes
Actualizado al 7 de abril de 2025.
| Club                          | Div.          | Temporada     | Liga  | Liga  | Liga   | Copas nacionales | Copas nacionales | Copas nacionales | Copas internacionales | Copas internacionales | Copas internacionales | Total | Total | Total  |
| Club                          | Div.          | Temporada     | Part. | Goles | Asist. | Part.            | Goles            | Asist.           | Part.                 | Goles                 | Asist.                | Part. | Goles | Asist. |
| ----------------------------- | ------------- | ------------- | ----- | ----- | ------ | ---------------- | ---------------- | ---------------- | --------------------- | --------------------- | --------------------- | ----- | ----- | ------ |
| Boston River · Uruguay        | 1.ª           | 2020          | 14    | 1     | 0      | —                | —                | —                | —                     | —                     | —                     | 14    | 1     | 0      |
| Boston River · Uruguay        | 1.ª           | 2021          | 17    | 0     | 0      | —                | —                | —                | —                     | —                     | —                     | 17    | 0     | 0      |
| Boston River · Uruguay        | Total club    | Total club    | 31    | 1     | 0      | —                | —                | —                | —                     | —                     | —                     | 31    | 1     | 0      |
| Deportivo Maldonado · Uruguay | 1.ª           | 2022          | 31    | 2     | 1      | 1                | 0                | 0                | —                     | —                     | —                     | 32    | 2     | 1      |
| Deportivo Maldonado · Uruguay | 1.ª           | 2023          | 24    | 0     | 2      | 0                | 0                | 0                | 2                     | 0                     | 0                     | 26    | 0     | 2      |
| Deportivo Maldonado · Uruguay | 1.ª           | 2024          | 32    | 1     | 4      | 0                | 0                | 0                | —                     | —                     | —                     | 32    | 1     | 4      |
| Deportivo Maldonado · Uruguay | Total Club    | Total Club    | 87    | 3     | 7      | 1                | 0                | 0                | 2                     | 0                     | 0                     | 90    | 3     | 7      |
| Nacional · Uruguay            | 1.ª           | 2025          | 4     | 0     | 0      | 0                | 0                | 0                | 0                     | 0                     | 0                     | 4     | 0     | 0      |
| Nacional · Uruguay            | Total club    | Total club    | 4     | 0     | 0      | 0                | 0                | 0                | 0                     | 0                     | 0                     | 4     | 0     | 0      |
| Total carrera                 | Total carrera | Total carrera | 122   | 4     | 7      | 1                | 0                | 0                | 2                     | 0                     | 0                     | 125   | 4     | 7      |